# Resonancia orbital

La resonancia de Laplace expuesta por tres de las lunas galileanas. Las relaciones en la figura son de períodos orbitales. Las combinaciones se resaltan mediante breves cambios de color. Hay dos conjunciones Io-Europa (verde) y tres conjunciones Io-Ganímedes (gris) para cada conjunción Europa-Ganímedes (magenta).

En mecánica celeste, se produce una resonancia orbital cuando los cuerpos en órbita ejercen una influencia gravitacional periódica y regular entre sí, generalmente debido a que sus periodos orbitales están relacionados por una proporción de números enteros pequeños. Más comúnmente esta relación se encuentra para un par de objetos. Es cuando las órbitas de dos cuerpos tienen períodos cuya razón es una fracción de números enteros simple. Ello significa que se ejercen una influencia gravitatoria regular. 
El efecto de la resonancia es muy conocido en física. Supongamos una niña que se columpia con un periodo de 2 segundos. Si su padre la empuja a periodos arbitrarios no causará el mismo efecto que si la impulsa cada 2 segundos, pues entonces lo hará de manera eficaz y causando el aumento de la oscilación. A esta intensificación o amplificación de la fuerza que llega a afectar de forma notable a sus movimientos se le conoce con el nombre de resonancia. Considérese que, si el período orbital de un satélite es un múltiplo exacto o una fracción del de otro satélite, el efecto gravitatorio neto de cada satélite sobre el otro será, en resumidas cuentas, un tirón o un empujón aplicado, repetidamente, en el mismo punto del movimiento cíclico. Así se amplifica el efecto. 
Esto tiene un doble efecto: en algunos casos estabiliza y en otros desestabiliza las órbitas.

## Ejemplos de estabilización
- Júpiter y Saturno tienen los periodos orbitales cercanos a una resonancia 5:2. Ello significa que cada 5 vueltas al Sol que da Júpiter, Saturno da 2.

- Plutón y algunos cuerpos más pequeños llamados Plutinos se salvaron de la eyección del sistema solar porque tienen una resonancia 3:2 con Neptuno. Ello significa que cada 2 vueltas en torno al Sol del Plutino, Neptuno da tres vueltas.

- Los asteroides troyanos que ocupan los puntos de Lagrange L4 y L5, y por tanto están en órbitas muy estables, pueden considerarse en resonancia 1:1 con Júpiter.

- La resonancia de Laplace hace que los periodos de los satélites galileanos de Júpiter tengan una relación entre sus períodos orbitales de fracciones simples. Por ejemplo, las lunas de Júpiter Ío, Europa y Ganímedes están en una resonancia orbital 1:2:4.

- Entre los satélites de Saturno hay 6 cuyos periodos están relacionados:
  - El periodo de Mimas es 1/2 del de Tetis
  - El periodo de Encélado es 1/2 del de Dione
  - El periodo de Hiperión es 4/3 del de Titán

- Los planetas extrasolares Gliese 876 b y Gliese 876 c están en una resonancia orbital 2:1

- Muchos de los satélites presentan una rotación síncrona; es decir, tardan el mismo tiempo en girar sobre sí mismos que alrededor del planeta. Se dice que están en resonancia 1:1. Esto significa que el satélite presenta al planeta siempre la misma cara. El ejemplo más llamativo es el de la Tierra y la Luna, pero la inmensa mayoría de satélites están en esta situación. Entre ellos todos los grandes satélites de Júpiter y de Saturno. La razón es la fuerza de marea que ha parado el giro del satélite respecto a su planeta. Para ello el satélite tiene que ser grande y estar cerca del planeta.

- Por estar cerca del Sol, Mercurio tiene su periodo de rotación que es 2/3 del periodo de traslación alrededor del Sol.

## Ejemplos de desestabilización

### Huecos Kirkwood
La resonancia de Júpiter es responsable de los huecos de Kirkwood o ausencia de asteroides a determinadas distancias del cinturón de asteroides que guardan una relación conmensurable con el periodo orbital de Júpiter. Los principales huecos se hallan a distancias en que los asteroides tardarían en orbitar 1/3, 2/5, 3/7 y 1/2 de lo que tarda Júpiter.

### Anillos de planetas
En los anillos de planetas, y fundamentalmente de los Anillos de Saturno, que es el más denso, cerca de las distancias radiales del planeta a las que las partículas del disco tendrían un período orbital conmensurado con el de uno de los satélites del planeta (1/2, 1/3, 2/5 o en general n/m) la amplificación del efecto gravitatorio del satélite durante largos períodos hace que se pierdan partículas en una banda situada a la distancia radial correspondiente a una resonancia. La explicación estriba en que cada n-órbitas del satélite natural, la partícula del anillo da m-vueltas exactas, por lo que al cabo del tiempo en que el satélite natural da n-vueltas se halla a la mínima distancia de la partícula, causando un tirón gravitacional que hace que las órbitas de las partículas dejen de ser circulares. Y aumenta la probabilidad de que las partículas choquen con sus vecinas menos perturbadas. ¿Qué acontece entonces? Se pierden partículas en una banda situada a la distancia radial correspondiente a una resonancia. La banda suele abarcar una anchura natural de unas decenas de kilómetros. 

#### Ejemplos
El cuerpo principal del sistema de anillos de Saturno incluye, por su proximidad al planeta, los brillantes anillos B y A. Entre ambos está la división de Cassini, de 5000 kilómetros de ancho. Las partículas de la proximidad del borde exterior del anillo B (borde interior de la División de Cassini) describen órbitas en torno a Saturno en 11h 24m, aproximadamente dos veces por cada órbita completa del satélite Mimas, tres veces por cada órbita completa del satélite Encélado y cuatro veces por cada órbita completa del satélite Tetis. Estas resonancias son las responsables de la división de Cassini.
La resonancia podría explicar también la docena de estrechos huecos en la parte externa del anillo A, que al parecer resultan de resonancias producidas por los satélites coorbitales Jano y Epimeteo y los satélites pastores del anillo F Pandora y Prometeo.

## Resonancias medias del movimiento entre planetas extrasolares
Si bien no se ha encontrado que la mayoría de los sistemas planetarios extrasolares tengan planetas en resonancias de movimiento medio, se han descubierto cadenas de hasta cinco planetas resonantes y hasta siete al menos cerca de planetas resonantes . Las simulaciones han demostrado que durante la formación del sistema planetario, la aparición de las cadenas resonantes de los embriones planetarios se ve favorecida por la presencia del disco de gas primordial. Una vez que el gas se disipa, el 90–95% de esas cadenas deben volverse inestables para coincidir con la baja frecuencia de las cadenas resonantes observadas.
- Como se mencionó anteriormente, Gliese 876 e, b y c están en una resonancia de Laplace, con una proporción de períodos de 4: 2: 1 (124.3, 61.1 y 30.0 días).[1][2][3] En este caso, {\displaystyle \Phi _{L}}  se aleja con una amplitud de 40 ° ± 13 ° y la resonancia sigue la relación de tiempo promedio:
{\displaystyle \Phi _{L}=\lambda _{\rm {c}}-3\cdot \lambda _{\rm {d}}+2\cdot \lambda _{\rm {e}}=0^{\circ }}

- Kepler-223 tiene cuatro planetas en una resonancia con una proporción de órbita de 8: 6: 4: 3 y una proporción de 3: 4: 6: 8 de períodos (7.3845, 9.8456, 14.7887 y 19.7257 días). Esto representa la primera resonancia orbital de 4 cuerpos confirmada. Las libraciones dentro de este sistema son tales que los encuentros cercanos entre dos planetas ocurren solo cuando los otros planetas están en partes distantes de sus órbitas. Las simulaciones indican que este sistema de resonancias debe haberse formado a través de la migración planetaria.

- Kepler-80 d, e, b, c y g tienen períodos en una relación de ~ 1.000: 1.512: 2.296: 3.100: 4.767 (3.0722, 4.6449, 7.0525, 9.5236 y 14.6456 días). Sin embargo, en un marco de referencia que gira con las conjunciones, esto se reduce a una relación de período de 4: 6: 9: 12: 18 (una relación de órbita de 9: 6: 4: 3: 2). Conjunciones de d y e, e y b, b y c, y c y g ocurren a intervalos relativos de 2: 3: 6: 6 (9.07, 13.61 y 27.21 días) en un patrón que se repite aproximadamente cada 190.5 días (siete días completos). ciclos en el marco giratorio) en el marco inercial o no giratorio (equivalente a una resonancia de relación de órbita de 62: 41: 27: 20: 13 en el marco no giratorio, porque las conjunciones circulan en la dirección opuesta al movimiento orbital). Las bibliotecas de posibles resonancias de tres cuerpos tienen amplitudes de solo unos 3 grados, y el modelado indica que el sistema resonante es estable a las perturbaciones. Las conjunciones triples no ocurren.

- Kepler-29 tiene un par de planetas en una resonancia de 7: 9 (relación de 1 / 1.28587).

- Kepler-36 tiene un par de planetas cercanos a una resonancia de 6: 7.

- Kepler-37 d, c y b están dentro del uno por ciento de una resonancia con una proporción de órbita de 8:15:24 y una proporción de períodos de 15: 8: 5 (39.792187, 21.301886 y 13.367308 días). [38]

- De los ocho planetas conocidos de Kepler-90, las proporciones de período b: c, c: i e i: d son cercanas a 4: 5, 3: 5 y 1: 4, respectivamente (4: 4.977, 3: 4.97 y 1: 4.13 ) y d, e, f, g y h están cerca de una relación de 2: 3: 4: 7: 11 (2: 3.078: 4.182: 7.051: 11.102; también 7: 11.021).  f, g y h también están cerca de una relación de 3: 5: 8 períodos (3: 5.058: 7.964).  Relevante para sistemas como este y el de
- Kepler-36, los cálculos sugieren que la presencia de un planeta gigante de gas externo facilita la formación de resonancias muy compactas entre las super-Tierras internas.

- HD 41248 tiene un par de súper-Tierras dentro del 0.3% de una resonancia de 5: 7 (relación de 1 / 1.39718).

- Los siete planetas del tamaño de la Tierra de TRAPPIST-1 aproximadamente están en una cadena de resonancias cercanas (la cadena más larga conocida), con una relación de órbita de aproximadamente 24, 15, 9, 6, 4, 3 y 2, o las proporciones del período más próximo al vecino (avanzando hacia afuera) de aproximadamente 8/5, 5/3, 3/2, 3/2, 4/3 y 3/2 (1.603, 1.672, 1.506, 1.509, 1.342 y 1.519). También se configuran de manera que cada triple de planetas adyacentes se encuentre en una resonancia de Laplace (es decir, b, c y d en una de tales configuraciones de Laplace; c, d y e en otra, etc.). Se espera que la configuración resonante sea estable en una escala de tiempo de miles de millones de años, asumiendo que surgió durante la migración planetaria. Se ha proporcionado una interpretación musical de la resonancia.[4]

Los casos de planetas extrasolares cercanos a una resonancia de movimiento medio 1: 2 son bastante comunes. Se informa que el dieciséis por ciento de los sistemas encontrados por el método de tránsito tienen un ejemplo de esto (con proporciones de período en el rango de 1.83-2.18), así como una sexta parte de los sistemas planetarios caracterizados por espectroscopia Doppler (en este caso, un rango de relación de período más estrecho). Debido al conocimiento incompleto de los sistemas, es probable que las proporciones reales sean más altas. En general, alrededor de un tercio de los sistemas caracterizados por velocidad radial parecen tener un par de planetas cercanos a una conmensurabilidad.  Es mucho más común que los pares de planetas tengan relaciones de período orbital un porcentaje un poco mayor que una relación de resonancia media-movimiento que un porcentaje más pequeño (particularmente en el caso de resonancias de primer orden, en las que los enteros en la relación difieren en uno ). Se predijo que esto sería cierto en los casos en que las interacciones de las mareas con la estrella son significativas.